# Okaaibeek
Okaaibeek är ett vattendrag i Belgien.   Det ligger i regionen Flandern, i den centrala delen av landet, 17 km väster om huvudstaden Bryssel.
Omgivningarna runt Okaaibeek är en mosaik av jordbruksmark och naturlig växtlighet. Runt Okaaibeek är det tätbefolkat, med 511 invånare per kvadratkilometer.